# 敦賀連隊区
敦賀連隊区（つるがれんたいく）は、大日本帝国陸軍の連隊区の一つ。福井県・滋賀県・岐阜県の一部の徴兵・召集等兵事事務を取り扱った。実務は敦賀連隊区司令部が執行した。1941年（昭和16年）に廃止された。

## 沿革
日本陸軍の内地19個師団体制に対応するため陸軍管区表が改正（明治40年9月17日軍令陸第3号）となり、1907年（明治40年）10月1日、敦賀連隊区が設置され、福井県・滋賀県の一部が管轄区域に定められ、第16師管第18旅管に属した。同年12月29日、司令部は敦賀郡粟野村字金山の新築庁舎に移転し事務を開始。
1925年（大正14年）4月6日、日本陸軍の第三次軍備整理に伴い陸軍管区表が改正（大正14年軍令陸第2号）され、同年5月1日、旅管は廃され第9師管の所属となり、管轄区域が変更された。
1940年（昭和15年）8月1日、敦賀連隊区は東部軍管区金沢師管に属することとなった。1941年（昭和16年）4月1日、敦賀連隊区は中部軍管区京都師管へ移管された。同年11月1日、敦賀連隊区が廃止され、旧管轄区域は福井連隊区と大津連隊区に編入された。

## 管轄区域の変遷
1907年10月1日、敦賀連隊区が新設され、管轄区域が次のとおり定められた。福井県区域は鯖江連隊区から敦賀郡を、福知山連隊区から三方郡・遠敷郡・大飯郡を編入。滋賀県区域は大津連隊区から編入した。
- 福井県

敦賀郡・三方郡・遠敷郡・大飯郡
- 滋賀県

伊香郡・東浅井郡・坂田郡・犬上郡・愛知郡・高島郡
1915年（大正4年）9月13日、大津連隊区から滋賀県神崎郡を編入し、福知山連隊区へ福井県大飯郡を移管した。
1925年5月1日、管轄区域が次のとおり変更された。福知山連隊区から大飯郡を編入。岐阜県区域は岐阜連隊区から大垣市・安八郡・揖斐郡を、旧桑名連隊区からへ海津郡・不破郡・養老郡を編入した。また、滋賀県神崎郡を京都連隊区へ移管した。
- 福井県

敦賀郡・三方郡・遠敷郡・大飯郡
- 滋賀県

高島郡・伊香郡・犬上郡・愛知郡・東浅井郡・坂田郡
- 岐阜県

大垣市・安八郡・海津郡・揖斐郡・不破郡・養老郡
1937年（昭和12年）7月19日、管轄区域に福井県敦賀市、滋賀県彦根市を加えた。
1941年4月1日、岐阜県区域を岐阜連隊区へ移管した。同年11月1日、敦賀連隊区が廃止され、その旧管轄区域は福井県区域を福井連隊区に、滋賀県区域は大津連隊区に編入された。

## 司令官
| 代  | 氏名       | 階級     | 在任期間               | 出身校・期 | 前職                                  | 後職                | 備考 |
| --- | ---------- | -------- | ---------------------- | ---------- | ------------------------------------- | ------------------- | ---- |
| 01  | 北村弘尭   | 歩兵少佐 | 1907.10.3 - 1910.10.10 |            | 大津連隊区司令部附                    | 後備役              |      |
| 02  | 周防精     | 歩兵少佐 | 1910.10.10 - 1912.3.9  | 陸士3期    | 歩兵第9連隊大隊長                     | 歩兵第19連隊附      |      |
| 03  | 安原啓太郎 | 歩兵中佐 | 1912.3.9 - 1915.8.10   | 陸士6期    | 歩兵第19連隊附                        | 朝鮮派遣歩兵第2連隊 |      |
| 04  | 元田亨吉   | 歩兵中佐 | 1915.8.10 - 1917.8.6   | 陸士4期    | 歩兵第23連隊附                        | 歩兵第70連隊長      |      |
| 05  | 狩野育彦   | 歩兵中佐 | 1917.8.6 - 1922.2.8    | 陸士7期    | 歩兵第50連隊附                        | 待命                |      |
| 06  | 中江喜次郎 | 歩兵大佐 | 1922.2.8 - 1923.8.6    | 陸士10期   | 熊本陸軍幼年学校長                    | 歩兵第24連隊長      |      |
| 07  | 植田瞭吉   | 歩兵大佐 | 1923.8.6 - 1924.12.16  | 陸士8期    | 歩兵第29連隊附                        | 待命                |      |
| 08  | 堀之内直   | 歩兵大佐 | 1924.12.16 - 1927.3.5  | 陸士11期   | 敦賀連隊区部員                        | 歩兵第32連隊長      |      |
| 09  | 斎藤安貞   | 歩兵大佐 | 1927.3.5 - 1928.8.5    | 陸士13期   | 津連隊区司令部部員                    | 死去                |      |
| 010 | 石井豊吉   | 歩兵大佐 | 1928.8.9 - 1931.8.3    | 陸士14期   | 第11師団司令部副官                    | 歩兵第43連隊長      |      |
| 011 | 宇賀憲策   | 歩兵大佐 | 1931.8.3 - 1933.8.1    | 陸士16期   | 歩兵第34連隊附                        | 待命                |      |
| 012 | 永井武一   | 歩兵大佐 | 1933.8.1 - 1934.8.1    | 陸士17期   | 第1師団司令部附 兼 東京工業大学服務   | 待命                |      |
| 013 | 下枝金之輔 | 歩兵大佐 | 1934.8.1 - 1936.3.28   | 陸士22期   | 歩兵第10連隊附 兼 第六高等学校服務    | 歩兵第19連隊長      |      |
| 014 | 杉本理太郎 | 歩兵大佐 | 1936.3.28 - 1938.7.15  | 陸士22期   | 第3師団司令部附 兼 名古屋医科大学服務 | 予備役              |      |
| 015 | 太田藤太郎 | 歩兵大佐 | 1938.7.15 - 廃止       | 陸士23期   | 歩兵第32連隊附 兼 山形高等学校服務    | 歩兵第16旅団長      |      |